# OMX
OMX AB (Aktiebolaget Optionsmäklarna/Helsinki Stock Exchange) este un grup financiar suedezo-finlandez care operează mai multe burse, aflate la: Copenhaga, Stockholm, Helsinki, Tallinn, Riga, Vilnius, și are o divizie tehnologică, ce produce sisteme de tranzacționare.